# Locked Doors
Pour plus de détails, voir Fiche technique et Distribution.
Locked Doors est un film muet américain réalisé par William C. de Mille et sorti en 1925.

## Fiche technique
- Réalisation : William C. de Mille
- Scénario : Clara Beranger, d'après son histoire
- Chef-opérateur : L. Guy Wilky
- Costumes : Howard Greer
- Production : Jesse L. Lasky, Adolph Zukor
- Durée : 70 minutes
- Date de sortie : 
  - France : 5 janvier 1925

## Distribution
- Betty Compson : Mrs Norman 'Mary Reid' Carter
- Theodore Roberts : Mr Reid
- Kathlyn Williams : Laura Carter
- Theodore von Eltz : John Talbot
- Robert Edeson : Norman Carter
- Elmo Billings : Mickey
- Harry Stubbs